# Cesena

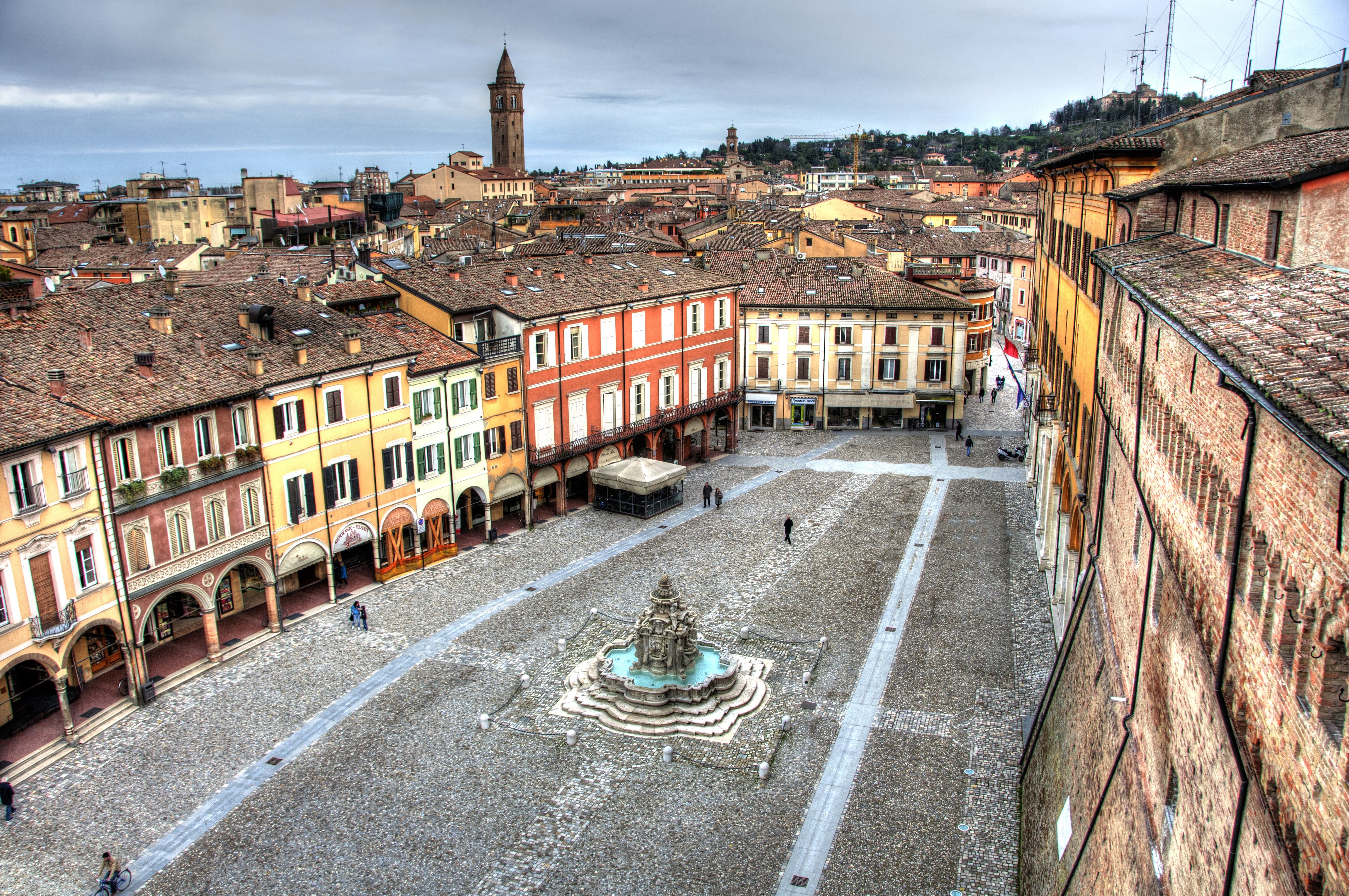
Piazza del Poppolo

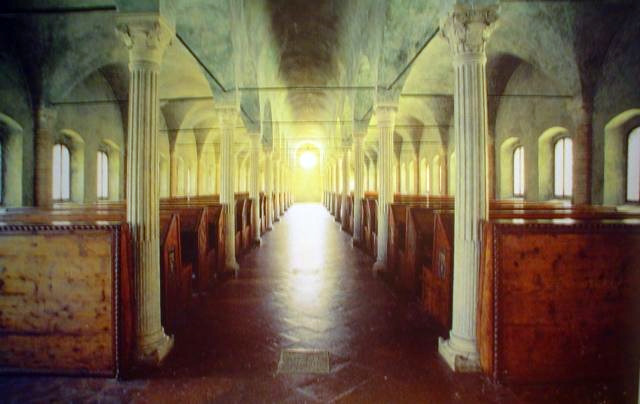
Biblioteca Malatestiana Moderna

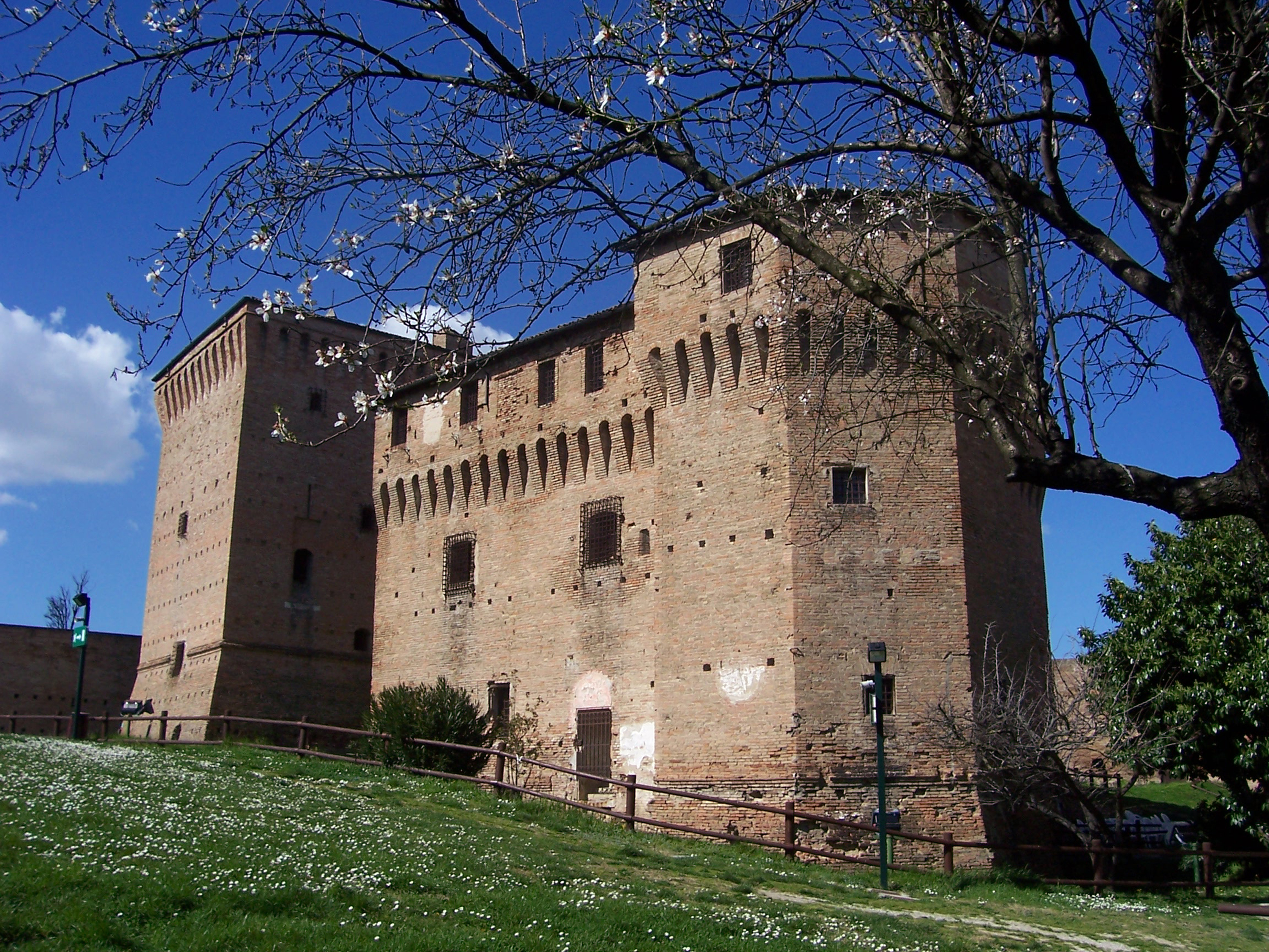
Rocca Malatestiana

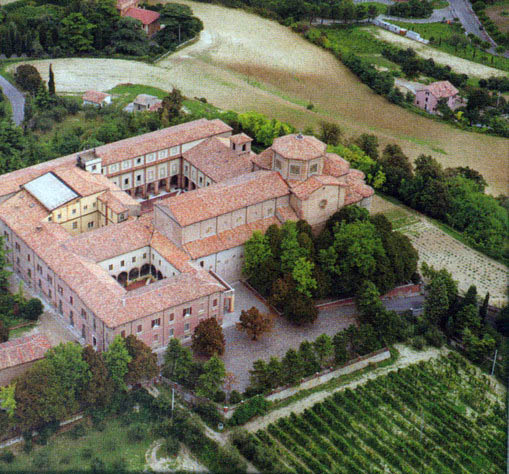
Abbazia di Maria del Monte

Cesena es una ciudad situada en la provincia de Forlì-Cesena, en Emilia-Romaña, Italia. Tiene una población estimada, a fines de agosto de 2024, de  96 014 habitantes.
Es una de las dos capitales de la provincia.
Está ubicada al sur de Rávena y al oeste de Rímini, a los pies de los Apeninos y a unos 15 km del mar Adriático.
Probablemente fundada alrededor del siglo V a. C. por los umbros, floreció en la época romana como centro en la Via Emilia, y hoy conserva casi intacta una vasta centuriación de esa época en la llanura circundante.
Entre otros monumentos alberga la Biblioteca Malatestiana, que data del siglo XV, primera biblioteca cívica europea y único ejemplo de biblioteca monástica humanística perfectamente conservada en edificio, mobiliario y colección de libros. Ha sido incluida por la UNESCO en su Memoria del Registro mundial.
Centro de actividades agrícolas, comerciales e industriales principalmente en los sectores hortofrutícola, alimentario y mecánico, desde 1989 también alberga una filial de la Universidad de Bolonia.

## Historia
Los primeros asentamientos dispersos de etnias umbras y etruscas se remontan a los siglos VI o V antes de Cristo, pero fue la invasión gala del siglo IV la que empujó a las poblaciones itálicas hacia la llanura más allá de Rávena, y tal vez en esa época se fundó un pueblo umbro en las laderas del cerro Garampo.
Con la llegada de los romanos y la fundación de la colonia de Rímini/Ariminum en el año 268 a. C., la llanura de Romaña fue sometida a una centuriación colosal que presumiblemente entre el 235 y el 220 a. C. dividió el campo en una cuadrícula perfecta, aún hoy visible.
Tomada por los godos de Teodorico, fue reconquistada por los bizantinos y a mediados del siglo VI pasó a formar parte del Exarcado. Al mismo tiempo, ese fue el origen de la diócesis local. Tras las campañas de Pipino el Breve (siglo VIII), Cesena regresó finalmente a los territorios bajo control del Papa, primer núcleo de lo que sería el Estado de la Iglesia. Un papel sumamente importante en estos siglos lo jugó la figura del arzobispo de Rávena, señor feudal del Emperador y propietario de tierras y castillos en la zona de Cesena, quien ostentaba un poder muy amplio.
Solo hacia finales del siglo XII, Cesena puede considerarse una ciudad libre. En el siglo siguiente osciló entre la sumisión a la Iglesia o a los señores locales y el deseo de libertad. En el siglo XIV, el breve señorío de los Ordelaffi fue interrumpido por la intervención del cardenal Egidio Albornoz, quien, en nombre del papa, sometió la fortaleza, ferozmente defendida por Cia degli Ordelaffi, a un largo asedio (1357). La ciudad reconquistada fue dotada de un nuevo palacio del representante papal, que aún hoy lleva el nombre de Albornoz y es sede del municipio.
Poco después, en 1377, la ciudad se vio involucrada en la llamada "Guerra de los Ocho Santos", promovida por Florencia contra el papa, quien pretendía regresar a Roma después de los años de Aviñón. Cesena, aunque fiel al pontífice, vio a los soldados mercenarios bretones, comandados por Roberto de Ginebra (futuro antipapa Clemente VII) y el líder Giovanni Acuto, arrasar la ciudad. Los cronistas de la época quedaron horrorizados por la masacre y constataron varios miles de muertes. El "saqueo de los bretones" fue uno de los episodios que marcaron la historia de la ciudad.
Al año siguiente el nuevo papa Urbano VI asignó lo que quedaba de la ciudad como vicariato al Señor de Rimini Galeotto Malatesta. Comenzó para Cesena la época de los Malatesta, que sería el momento de mayor esplendor de su historia.
Durante el periodo 1379-1465 la ciudad se recuperó y prosperó bajo Malatesta, quien reconstruyó el castillo (llamado Rocca Malatestina) sobre la ciudad. La Biblioteca Malatestiana, construida próxima al castillo por Malatesta Novello (1429), es considerada un buen ejemplo de biblioteca del Renacimiento y contiene muchos valiosos manuscritos.
Después de la muerte de Novello (1465), Cesena fue recuperada bajo el control directo papal. Pero en contra de un señor local César Borgia, en 1500. La ciudad fue elevada al rango de capital en su corto periodo de dominio ducal. Cesena por lo tanto se convirtió en la segunda ciudad de los Estados Papales. En los siglos XVIII y XIX en Cesena nacieron dos papas Pío VI y Pío VII y una vez tuvo al papa Pío VIII, se ganó el título de la ciudad de los tres papas.
Durante las guerras napoleónicas fueron desmontados numerosos monasterios e iglesias. Algunos de sus ciudadanos han tenido notable importancia en la unificación de Italia, en la segunda mitad del siglo XIX.
Durante la Segunda Guerra Mundial, Cesena estaba próxima a la Línea Gótica, la cual pasaba sobre los Apeninos cercana a la ciudad, y sufrió fuertes bombardeos.
En 1992 fue elevada al rango de cocapital, junto con Forlì.

## Monumentos
- La Rocca Malatestiana, construida por el cardenal Albornoz (cerca de 1380) sobre un edificio preexistente el cual había hospedado entre otros a Federico I Barbarroja y su sobrino Federico II Hohenstaufen. Fue finalizada por el gobernador papal Lorenzo Zane en 1480, y después utilizado por César Borgia como cárcel para Caterina Sforza. Tiene una planta octogonal, con dos torres principales, la mayor maschio y la pequeña foemina.
- La Biblioteca Malatestiana, la primera biblioteca pública de Europa
- La catedral gótica (finalizada alrededor de 1500)

## Demografía
| Gráfica de evolución demográfica de Cesena entre 1861 y 2024 |
|                                                              |
| Fuente: ISTAT - Elaboración gráfica de Wikipedia             |

## Deportes
La ciudad alberga al club de fútbol Cesena FC, que a partir de la temporada 2024-25 compite en la Serie B. Sus partidos de local los juega en el estadio Dino Manuzzi.

## Galería

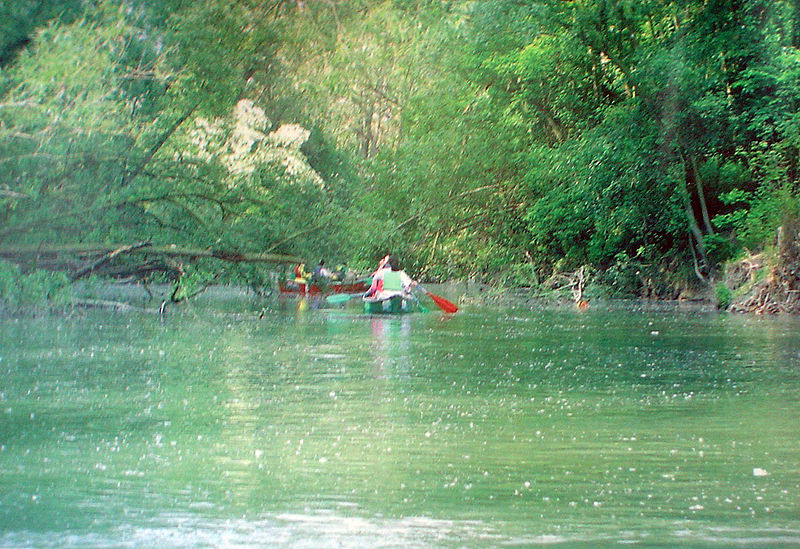
Parque del rio Savio
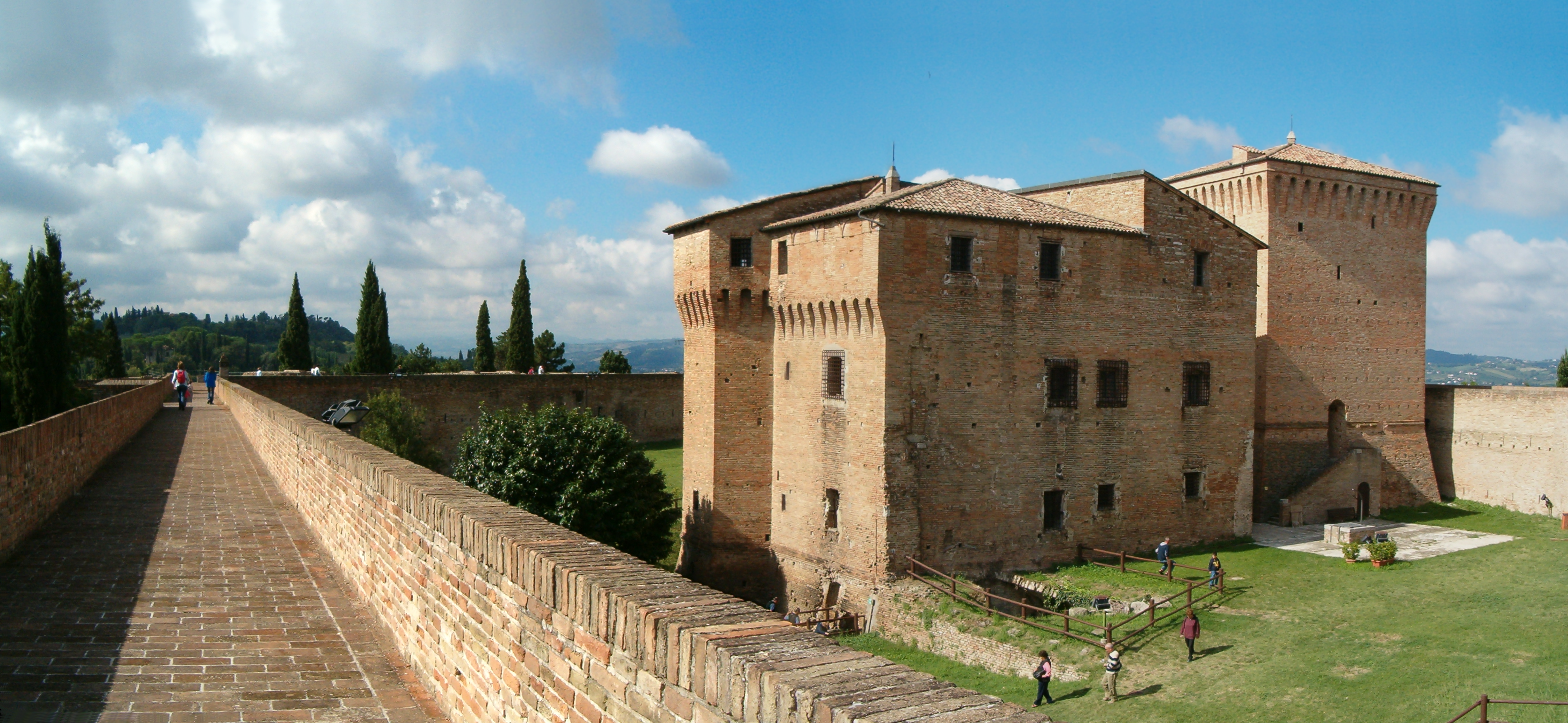
Rocca Malatestiana
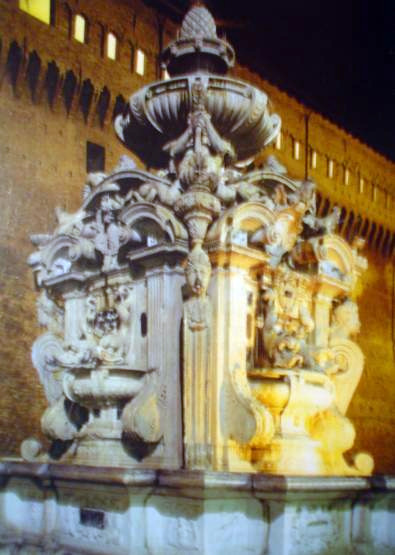
Fontana Masini
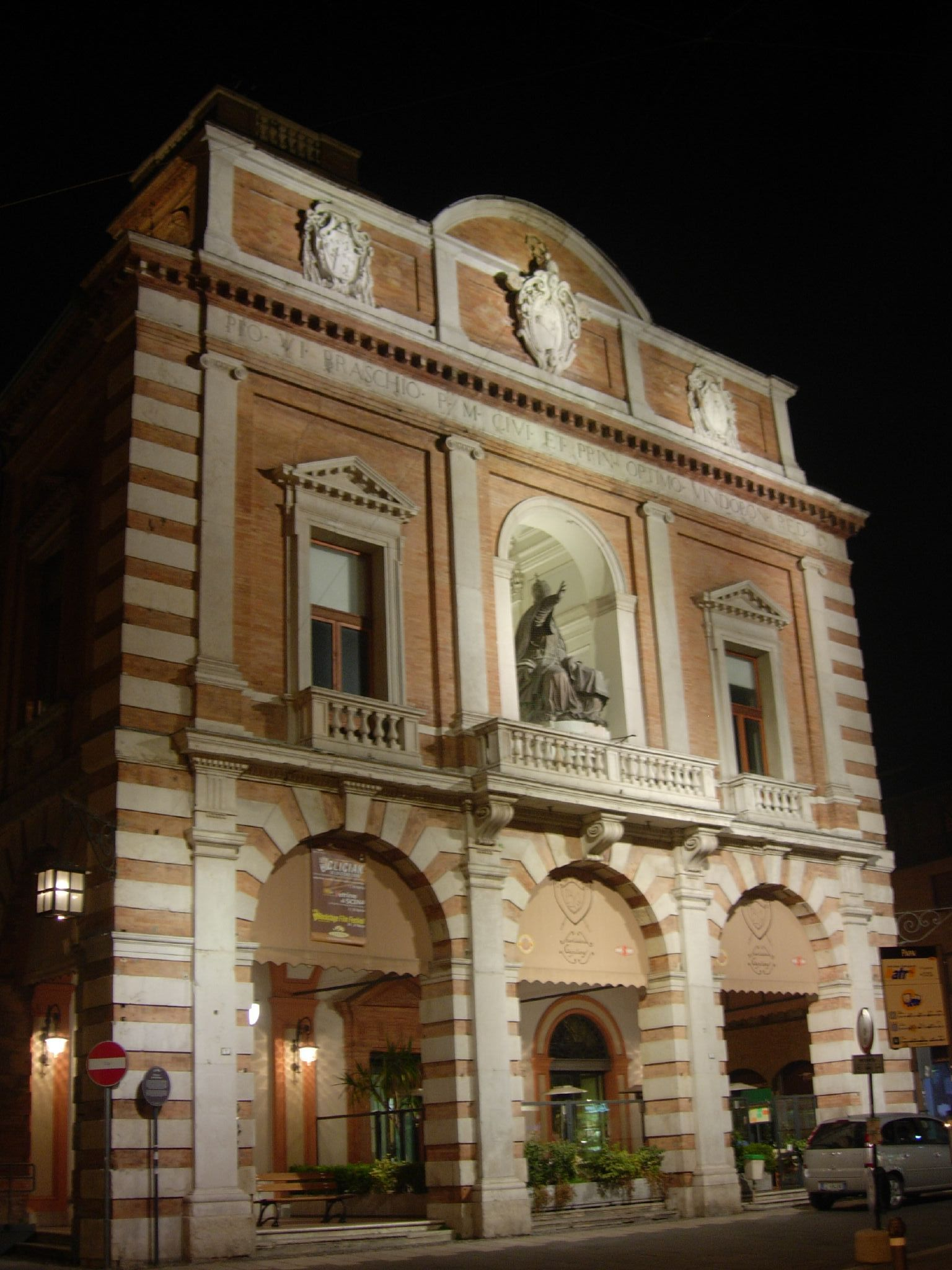
Palazzo del Ridotto
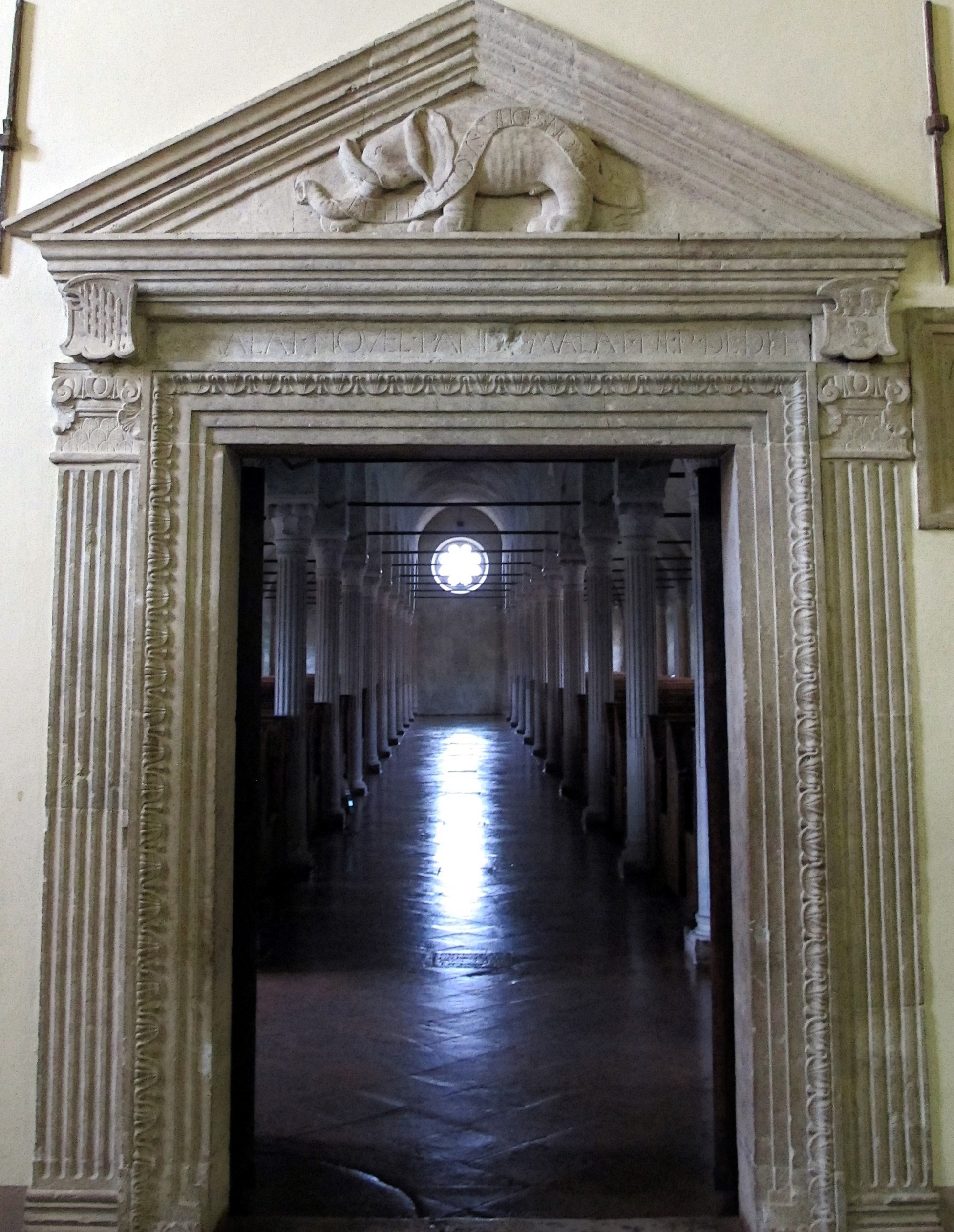
Biblioteca Malatestiana
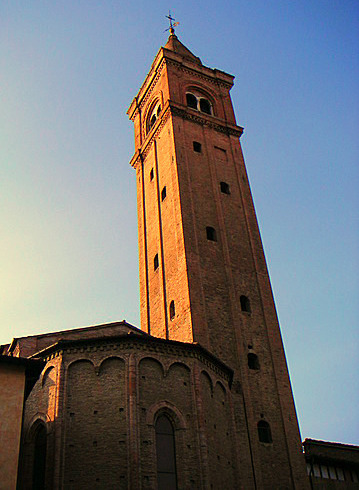
Catedral de Cesena
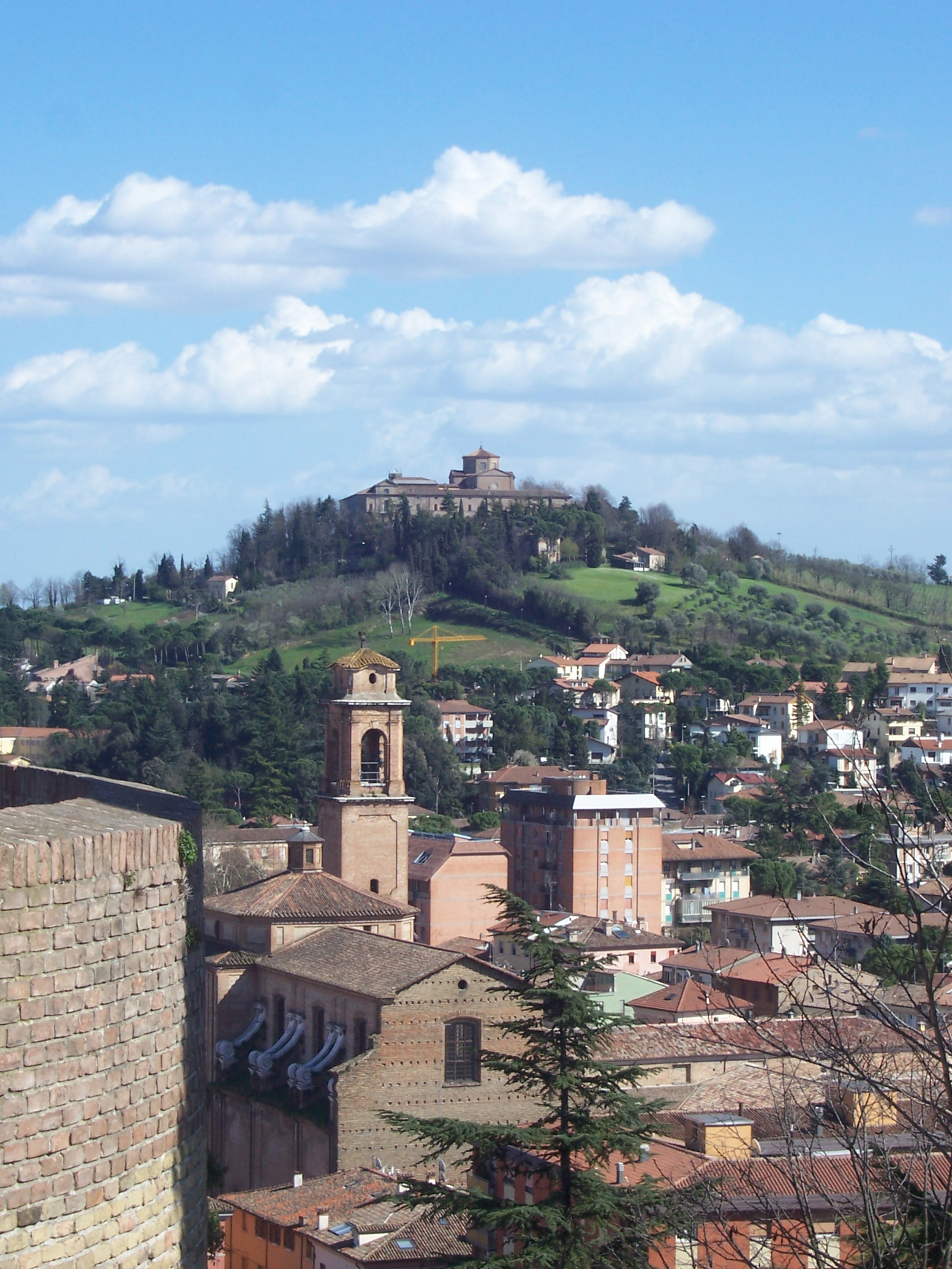
La iglesia de Sant'Agostino y al fondo la abadía de Santa Maria del Monte